# غابة من الشوك
غابة من الشوك هي رواية من تأليف الكاتبة والروائية والناقدة والصحفية والإعلامية السورية هدى الزين صدرت عام 1999 عن الهيئة المصرية العامة للكتاب، ثُمّ حُوّلت بعد ذلك إلى فيلم سينمائي صدر في عام 2005 بعنوان الباحثات عن الحرية من إخراج المخرجة المصريّة إيناس الدغيدي.
تدور أحداث الرواية في فرنسا حول مجموعة من النساء اللائي ينتمين إلى بلدان عربية مختلفة ولكنهن اضطررن للهجرة إلى خارج أوطانهم في محاولة منهن للتخلص من قيود مجتمعاتهم الذكورية التي تكبلهم، فيلتقين معًا ويتبادلن الحديث عن تجاربهم القاسية التي عايشوها وسط المُجتمع الغريي.

## خلفية الرواية
لم تكن رواية غابة من الشوك هي العمل الأدبي الوحيد الذي تحكي فيه الكاتبة والأديبة السورية هدى الزين عن تجارب النساء العربيّات المُغتربات في فرنسا، فهي نفسها قد خاضت نفس التجربة إذ انتقلت للعيش في فرنسا منذ عام 1982، ومن ثمّ يتكرّر في أعمالها الأدبية الحديث عن موضوع المرأة العربية المهاجرة، كما تنحاز في أعمالها بشكل واضح لقضايا المرأة العربية وتناصرها في سبيل الحصول على حقوقها لكي لا يكون المخرج الوحيد لها من قبضة المجتمع الذكوري هو الهروب إلى سجن الاغتراب والشتات في البلدان الأوروبية.